# Khartoum
Khartoum (în arabă الخرطوم, al-Kharṭūm) este capitala și cel mai mare oraș al Sudanului. În limba română se traduce Trompa Elefantului. Orașul se găsește la 15°37′59″N 32°31′59″E / 15.63306°N 32.53306°E și se situează pe locul unde Nilul Alb și cel Albastru se unesc. A fost întemeiat la 15 mile nord de orașul antic Soba în 1821 de către Pașa Ibrahim, fiul lui Muhammad Ali Pasha, conducătorului Egiptului, cel care a anexat Sudanul.  

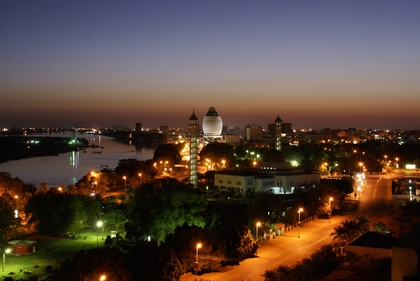
Vedere nocturnă

## Demografie

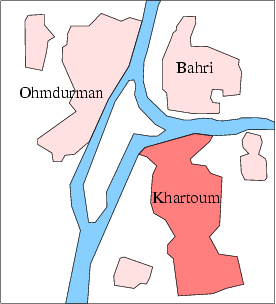
Harta metropolei Khartum

Orașul propriu-zis are 2.090.001 de locuitori, iar metropola (incluzând Omdurman și Al-Chartum Bahri) 7.830.479 de locuitori (calculare 2006). Khartum este al patrulea oraș din Africa ca mărime. Tabelul următor arată evoluția numărului de locuitori din Khartum:
| an                 | locuitori în oraș |
| ------------------ | ----------------- |
| 1907               | 69.349            |
| 1956               | 93.100            |
| 1973 (recensământ) | 333.906           |
| 1983 (recensământ) | 476.218           |
| 1993 (recensământ) | 947.483           |
| 2006 (calculare)   | 2.090.001         |

| locuitori în metropolă |
| ---------------------- |
| necunoscut             |
| 245.800                |
| 748.300                |
| 1.340.646              |
| 2.919.773              |
| 7.830.479              |

## Clima
| Date climatice pentru Khartoum                      | Date climatice pentru Khartoum | Date climatice pentru Khartoum | Date climatice pentru Khartoum | Date climatice pentru Khartoum | Date climatice pentru Khartoum | Date climatice pentru Khartoum | Date climatice pentru Khartoum | Date climatice pentru Khartoum | Date climatice pentru Khartoum | Date climatice pentru Khartoum | Date climatice pentru Khartoum | Date climatice pentru Khartoum | Date climatice pentru Khartoum |
| Luna                                                | Ian                            | Feb                            | Mar                            | Apr                            | Mai                            | Iun                            | Iul                            | Aug                            | Sep                            | Oct                            | Nov                            | Dec                            | Anual                          |
| --------------------------------------------------- | ------------------------------ | ------------------------------ | ------------------------------ | ------------------------------ | ------------------------------ | ------------------------------ | ------------------------------ | ------------------------------ | ------------------------------ | ------------------------------ | ------------------------------ | ------------------------------ | ------------------------------ |
| Maxima medie °C (°F)                                | 29.8 (85,6)                    | 33.0 (91,4)                    | 36.8 (98,2)                    | 40.1 (104,2)                   | 41.9 (107,4)                   | 41.3 (106,3)                   | 38.4 (101,1)                   | 37.3 (99,1)                    | 39.1 (102,4)                   | 39.3 (102,7)                   | 35.2 (95,4)                    | 31.8 (89,2)                    | 37 (98,6)                      |
| Minima medie °C (°F)                                | 15.6 (60,1)                    | 17.0 (62,6)                    | 20.5 (68,9)                    | 23.6 (74,5)                    | 27.1 (80,8)                    | 27.3 (81,1)                    | 25.9 (78,6)                    | 25.3 (77,5)                    | 26.0 (78,8)                    | 25.5 (77,9)                    | 21.0 (69,8)                    | 17.1 (62,8)                    | 22,66 (72,78)                  |
| Precipitații mm (inches)                            | 0 (0)                          | 0 (0)                          | 0 (0)                          | 0 (0)                          | 0.4 (0.016)                    | 4.0 (0.157)                    | 46.3 (1.823)                   | 75.2 (2.961)                   | 25.4 (1)                       | 4.8 (0.189)                    | 0.7 (0.028)                    | 0 (0)                          | 156,8 (6,173)                  |
| Umiditate [%]                                       | 27                             | 22                             | 17                             | 16                             | 19                             | 28                             | 43                             | 49                             | 40                             | 28                             | 27                             | 30                             | 28,8                           |
| Nr. de zile cu precipitații (≥ 0.1 mm)              | 0                              | 0                              | 0.1                            | 0.1                            | 0.9                            | 1.2                            | 4.8                            | 4.8                            | 3.2                            | 1.2                            | 0                              | 0                              | 16,3                           |
| Ore însorite                                        | 341                            | 311                            | 310                            | 330                            | 300                            | 300                            | 279                            | 279                            | 300                            | 310                            | 330                            | 341                            | 3.731                          |
| Sursa nr. 1: World Meteorological Organisation (UN) |                                |                                |                                |                                |                                |                                |                                |                                |                                |                                |                                |                                |                                |
| Sursa nr. 2: BBC Weather                            |                                |                                |                                |                                |                                |                                |                                |                                |                                |                                |                                |                                |                                |

## Transport
- Aeroportul Khartum

## Învățământ
- Universitatea Khartum
- Universitatea Sudan de Știință și Technologie

## Personalități
- Ali Muhammad Nagib, ofițer și politician egiptean

## Orașe înfrățite
- - Istanbul, Turcia
- - Wuhan, China
- - Cairo, Egipt